# Dive Bar Tour
Dive Bar Tour, được tài trợ bởi Bud Light, là chuyến lưu diễn hoà nhạc quảng bá của ca sĩ người Mỹ Lady Gaga, nhằm quảng bá album phòng thu thứ năm của cô, Joanne (2016). Chuyến lưu diễn đã đi qua các quán rượu bình dân (dive bar) ở Mỹ, vào ngày 5, 20 và 27 tháng 10. Tất cả các buổi trình diễn được phát trực tiếp (live stream) trên trang Facebook của Bud Light và của Gaga.

## Bối cảnh
Gaga từng khẳng định: "Các buổi biểu diễn đầu tiên của tôi là ở các quán dive bar ở Thành phố New York và vòng quanh đất nước, vì thế nên việc hợp tác với Bud Light để quay trở lại nguồn gốc của tôi để biểu diễn các bài hát từ album Joanne là một cách lý thú để kết nối tôi với những người hâm mộ tôi và để chia sẻ thể loại nhạc này với họ lần đầu tiên", và nói thêm rằng các địa điểm mà cô biểu diễn sẽ nêu bật được "sự rung cảm nguyên thủy mang tính Americana" của album sắp tới này.

## Danh sách tiết mục
1. "Sinner's Prayer"
2. "A-Yo"
3. "Million Reasons"
4. "Perfect Illusion"

1. "Diamond Heart"
2. "A-Yo"
3. "Joanne"
4. "Grigio Girls"
5. "Million Reasons"
6. "Just Another Day"

1. "Come to Mama"
2. "A-Yo"
3. "John Wayne"
4. "Million Reasons"
5. "Angel Down"
6. "Joanne"
7. "Perfect Illusion"

## Lịch trình
| 5 tháng 10 năm 2016  | Nashville          | Hoa Kỳ | The 5 Spot     |
| 20 tháng 10 năm 2016 | Thành phố New York | Hoa Kỳ | The Bitter End |
| 27 tháng 10 năm 2016 | Los Angeles        | Hoa Kỳ | The Satellite  |

### Buổi diễn bị huỷ
| Ngày                | Thành phố | Quốc gia | Lý do                                          |
| ------------------- | --------- | -------- | ---------------------------------------------- |
| 13 tháng 7 năm 2017 | Las Vegas | Hoa Kỳ   | Tập dượt cho chuyến lưu diễn Joanne World Tour |

## Đội ngũ biểu diễn
- Lady Gaga – hát, guitar và piano
- Brockett Parsons – keyboards
- Aaron Spears – trống
- Jonny Good – bass
- Ricky Tillo – guitar
- Tim Stewart – guitar
- Mark Ronson – guitar
- Hillary Lindsey – hát đệm (ở Nashville và New York)